# Löwen-Apotheke (Düren)
Die Löwen-Apotheke befand sich bis 2000 im Haus Kaiserplatz 16 in Düren in Nordrhein-Westfalen.
Die älteste nachweisbare Apotheke im Herzogtum Jülich war die von Heinrich von Rees, den Herzog Reinhold von Jülich (1402–1423) dazu bewegt hatte, von Köln nach Düren zu ziehen, um dort eine Apotheke aufzubauen. Möglicherweise gab es schon vorher eine Apotheke im Herzogtum, denn in einer Urkunde vom 6. Februar 1419 heißt es: „Da wir seit geraumer Zeit in unserem Lande Jülich keinen Apotheker gehabt haben …“
Die Territorialherren sicherten von Rees nach mehreren Anfragen des Herzogs freies Geleit zu. 1419 begründete er in Düren daraufhin die Löwenapotheke. Näheres über den Apotheker ist nicht bekannt. Die Geschichte der Löwen-Apotheke hat ein „Loch“ von etwa 200 Jahren.
Als Besitzer in den Jahren 1670 bis 1687 ist Matthias Deutgen (geboren um 1630/1640; gestorben am 20. November 1687) verzeichnet. Er betrieb die Apotheke im Hause „Zum Kaiser“ in der Weierstraße (bis 1944 Weierstraße 15), damals Hausnummer 243. Seine Witwe Katharina heiratete den Apotheker Johann Mocurant, der den Betrieb nur kurz führte. Nach seinem Tod betrieb die Frau die Apotheke weiter. Wann sie starb, ist nicht bekannt.
Heinrich Stamm hatte schon 1687 das Haus „Zum Kaiser“ gekauft. Sein Sohn Johann Theodor Stamm übernahm vom Vater 1711 die Löwenapotheke und führte sie bis 1759. Nachfolger war Karl Barbie, der mit Maria Adelheid Stamm verheiratet war. Er arbeitete als Apotheker von 1759 bis 1776. Die Tochter von Karl Barbie, Anna Katharina Barbie, heiratete Eberhard Heinrich Brauweiler, der die Apotheke von 1776 bis 1800 leitete. Er starb an Silvester 1800. Die in zweiter Ehe geborene Tochter Anna Sophia Theresia Brauweiler heiratete den Apotheker Théophile Wegelin, der die vakante Apotheke des Schwiegervaters von 1801 bis 1807 weiterführte. Die Apotheke stand nach wie vor im Eigentum der Witwe Brauweiler. Sie wurde an den Sohn Servaz Brauweiler vererbt.
1804/1805 wurde die Apotheke zum Hauptmarkt in das Haus „Zur Landskrone“ verlegt.
Von 1807 bis 1827 arbeitete Johann Servatius Brauweiler als Apotheker in der Löwenapotheke. Sein Neffe Eberhard Josef Wegelin war vom 10. Juli 1827 bis zum 21. April 1838 sein Nachfolger. Er war durch Erbschaft jetzt auch Besitzer.
Der am 23. Februar 1810 in Frankfurt (Oder) geborene Carl Wilhelm Ferdinand Roesch war Apotheker 1. Klasse. Er übernahm die Konzession zum 1. Mai 1838. Ihm folgte der in Longerich bei Münster geborene Heinrich Ernst Banning, der die Dürener Fabrikantentochter Elvira Emma Antonia Schüll geheiratet hatte. Er betrieb die Löwenapotheke vom 1. September 1858 bis zum 31. Dezember 1872. Zum 1. Januar 1873 wurde die Apotheke an Dr. Nikolaus Caspary aus Trier verkauft. Sie befand sich im Haus Markt 13. Dr. Caspary war auch vereidigter Chemiker der Untersuchungskommission für Nahrungs- und Genussmittel in Düren. Er verkaufte die Löwenapotheke zum 1. Oktober 1887 an Dr. Franz-Josef Hubert Degen. Dieser gründete 1890 die Fabrik medizinischer Verbandsstoffe und pharmazeutischer Präparate von Dr. Degen und Piro, später Watte- und Verbandstoff-Fabrik Dr. Degen & Kuth (DUKA, jetzt Fa. Hartmann). Die Fabrikation begann in seinem Privathaus Kölnstraße 81. Da die Tätigkeit als Firmeninhaber viel Zeit in Anspruch nahm, übergab er am 28. März 1893 die Apotheke an Wilhelm Abels, der sie bis zum 30. September 1898 führte. Nächster Käufer war August Kahr, der die Apotheke vom 1. Oktober 1898 bis zum 30. März 1900 betrieb. Sein Nachfolger war Carl Friedrich Vetter für die Zeit vom 1. April 1900 bis 9. Juli 1927. Dessen Sohn Gustav Vetter übernahm die Apotheke vom 9. Juli 1927 bis zum zerstörenden Luftangriff vom 16. November 1944. Josef Kuth war schon im Krieg für den einberufenen Vetter in der Löwenapotheke tätig, die er am 4. März 1950 kaufte.
Die Löwenapotheke blieb fortan im Familienbesitz. Letzte Apothekerin war seine Tochter Cäcilie Kuth-Michel von 1979 bis 2000. Mit Datum vom 27. Juli 2000 wurde die Firma gelöscht.